# وسام الوردة البيضاء لفنلندا
يُعد وسام الوردة البيضاء لفنلندا على أنه واحد من ثلاثة أوسمة رسمية في فنلندا فهو وسام مكانته لجانب وسام صليب الحُرية ونقابة أسد فنلندا، يُعرف رئيس فنلندا باسم جراند ماستر لجميع الأوسمة الثلاثة المهمة. تطلق الأوسمة من قَبل مجالس تتكون من مُستشار ونائبه وأربعة أخرين من الأعضاء على الأقل. كما إن هناك معايير مُشتركة من الأوسمة بين الوردة البيضاء لفنلندا وأسد فنلندا.
قام جوستاف مانرهايم بتأسيس وسام الوردة البيضاء لفنلندا بصفته حاكمًا ( رئيسًا مؤقتًا للدولة) وفي 28 من يناير لعام 1919 أطلق الاسم بعد صدوره في تسع أوراق وردية في معطف الأذرع لفنلندا وفي 16 من مايو لعام 1919 تم التأكيد على قواعد النظام واللوائح على كما إن في 1 يوينو لعام 1940 تم التأكيد على قواعد النظام وتاريخه. وفي عام 1985 ت التأكيد على جدول الرُتب للآونة الأخيرة. كما قام المُبدع أكسيلي جالين كاليلا في تصميم الزخارف الأصلية وفي عام 1963 تم استبدال الصليب المعكوف ذو الياقوت الأبيض بصلبان التنوب الذي كان من تصميم الفنان الشاعري غوستاف فون نومرز. كانت تُقدم مدالية الشرف للجدارة من العسكريين والمدنيين والشريط كان يُقدم لكافة الطبقات. تَحتوي الميدالية على شعار الأمر وهو ما يعني باللغة الفنلندية ( الرفاهية أو الأستفادة أو الميزة) بشكل عام يَعني الوطن الأم.
كما يرتدي رئيس فنلندا صليب غراند روز الأبيض الفنلندي مع طوق أو ما يُسمى (سلسلة عنق). ويرتدي الياقة بحجم أربعة سنتيمترات من كلا الجانبين ويتدلى بمسافات مُتساوية على الجانبين من الأمام والخلف. حيثُ يتم منح علامات جراند كروس وكومندار مع نجمة الثدي.